# Kulika
Kulika (del ruso: Кулика) es un jútor del raión de Krasnoarméiskaya, en el sur de Rusia. Está situado en el delta  del Kubán, 11 km al sur de Poltávskaya y 67 km al noroeste de Krasnodar, la capital del krai. Tenía 166 habitantes en 2010
Pertenece al municipio Trudobelikovskoye.